# Афанасьев, Роман Сергеевич (писатель)
Рома́н Серге́евич Афана́сьев (род. 4 сентября 1976, Наро-Фоминск) — русский писатель-фантаст XXI века, создатель и президент Клуба Писателей-Фантастов «Стиратели 2000».

## Биография писателя
Родился в 1976 году, в подмосковном городе Наро-Фоминске. Закончил ПТУ 192 по профессии «оператор ЕС ЭВМ». После этого закончил Московский Открытый Социальный Университет (МОСУ) по специальности юрист (гражданско-правовая специализация).
В фантастике дебютировал в 2000 году: рассказ «Эвелин» вышел в журнале «Порог» (город Кировоград) тиражом 1000 экземпляров. В апреле 2003 года вышла дебютная книга «Астрал» в издательстве «АРМАДА-Альфа-книга». В сентябре 2003 эта книга получила приз V международного фестиваля фантастики «Звёздный Мост» (город Харьков) — серебро в номинации Дебют.
Создатель и президент Клуба Писателей Фантастов «Стиратели 2000», объединившим авторов фантастики нового поколения, пришедшего в фантастику после 2000 года.

## Произведения
На 2017 год автор 15 сольных книг:
- «Астрал»,
- «Вторжение»,
- «Источник Зла»,
- «Огнерожденный».
- «Знак Чудовища».
- «Война Чудовищ».
- «Стервятники звездных дорог».
- «Принцесса и Чудовище».
- «Охотники ночного города».
- «Механика небесных врат».
- «Пожиратели Звезд».
- «Дикая Охота».
- «Все корабли астрала».
- «Проклятие Оркнейского Левиафана»
- «Департамент Ночной Охоты»